# Ryan Chappelle
Ryan Chapelle a 24 című televíziós sorozat egyik szereplője, akit Paul Schulze játszik.
Nagy hatalmú és meglehetősen negatív figura, a többek között a CTU-t felügyelő testület vezetője, több ízben is átveszi az irányítást az irodában. Mindene a szabályzat, bár tudása vitathatatlan.
A harmadik évadban az amerikai elnököt markában tartó terrorista egyik követelése az ő kivégzése, miután egyes banki tranzakciókban „túl” sikeresen nyomozott. Egy helyi teherpályaudvaron Jack Bauer David Palmer elnök beleegyezésével megöli.